# Rebecca Tavo
Rebecca Tavo (23 de março de 1983) é uma jogadora de rugby sevens fijiana.

## Carreira
Rebecca Tavo integrou o elenco da Seleção Fijiana Feminina de Rugbi de Sevens, na Rio 2016, que foi 8º colocada.